# Konrad Graber
Pour les articles homonymes, voir Graber.
Konrad Graber, né le 24 juillet 1958 à Lucerne, est un homme politique suisse membre du Parti démocrate-chrétien (PDC). Il siège au Conseil des États de 2007 à 2019.

## Biographie
Originaire de Grossdietwil et de Kriens, Konrad Graber siège de juin 1985 à septembre 1989 au conseil communal de Kriens. En juin 1987, il est élu au parlement du canton de Lucerne et y siège jusqu'en juin 2007. De septembre 1997 à septembre 2001, il préside également le PDC du canton de Lucerne.
À l'occasion des élections fédérales de 2007, il est élu au Conseil des États comme représentant du canton de Lucerne. Il est réélu en 2011 et en 2015, et ne se représente ensuite pas.
Konrad Graber travaille comme auditeur. Il est marié et vit à Kriens.